# Jaroslav Hůlka
Jaroslav Hůlka (* 1. července 1951 Hradec Králové) je bývalý český fotbalista, záložník. Obounohý střední záložník a exekutor přímých kopů.

## Fotbalová kariéra
Začínal v RH Pardubice, na vojně hrál za VTJ Písek. Po vojně, i když měl nabídky z Plzně a Chomutova, přestoupil do bližšího Spartaku Hradec Králové, který právě postoupil do ligy. Společně s Fingerem, Koutem a Zemanem se stal letní posilou Hradce. V první ligové sezóně nastoupil ve 13 utkáních a dal 2 góly. Hradec sestoupil a do ligy se vrátil až v roce 1980, kdy byli jeho spoluhráči mj. Jan Rolko, Jaroslav Mudruňka, Milan Šmolka, Zdeněk Votruba a další. Ve druhé ligové sezóně odehrál všech 30 utkání a dal 4 góly. Celkem v československé lize nastoupil ve dvou ligových sezónách ve 43 utkáních a dal 6 gólů, za Hradec odehrál celkem v první, druhé i třetí lize 276 mistrovských utkání a dal 35 gólů. V Hradci skončil v roce 1984 a přestoupil společně s Fingerem a Mudruňkou do Jiskry Ústí nad Orlicí. Později hrál na regionální úrovni za Kunvald, Hoříněves, Hořice, Smiřice a Rasošky. Definitivně ukončil aktivní kariéru ve svých 49 letech v roce 2000.

## Ligová bilance
| Ročník                                   | Zápasy | Góly | Minuty | Klub                   |
| ---------------------------------------- | ------ | ---- | ------ | ---------------------- |
| 1. československá fotbalová liga 1972/73 | 13     | 2    | 1124   | Spartak Hradec Králové |
| 2. československá fotbalová liga 1973/74 | -      | -    | -      | Spartak Hradec Králové |
| 2. československá fotbalová liga 1974/75 | -      | -    | -      | Spartak Hradec Králové |
| Národní fotbalová liga 1975/76           | -      | -    | -      | Spartak Hradec Králové |
| Národní fotbalová liga 1976/77           | -      | -    | -      | Spartak Hradec Králové |
| Česká národní fotbalová liga 1977/78     | -      | -    | -      | Spartak Hradec Králové |
| Česká národní fotbalová liga 1978/79     | -      | -    | -      | Spartak Hradec Králové |
| Česká národní fotbalová liga 1979/80     | -      | -    | -      | Spartak Hradec Králové |
| 1. československá fotbalová liga 1980/81 | 30     | 4    | 2646   | Spartak Hradec Králové |
| Česká národní fotbalová liga 1981/82     | 7      | 0    | -      | Spartak Hradec Králové |
| Česká národní fotbalová liga 1982/83     | 25     | 2    | -      | Spartak Hradec Králové |
| 2. česká národní fotbalová liga 1982/83  | -      | -    | -      | Spartak Hradec Králové |
| CELKEM 1. liga                           | 43     | 6    | 3770   |                        |